# Alfara de Carles
Alfara de Carles – gmina w Hiszpanii, w prowincji Tarragona, w Katalonii, o powierzchni 64,06 km². W 2011 roku gmina liczyła 399 mieszkańców.